# مارك موريسون (لاعب هوكي الجليد)
مارك موريسون (بالإنجليزية: Mark Morrison)‏ هو لاعب هوكي الجليد بريطاني، ولد في 14 يونيو 1981 في بلفاست في المملكة المتحدة.

## وصلات خارجية
- مارك موريسون على موقع EliteProspects.com (الإنجليزية)
- مارك موريسون على موقع HockeyDB.com (الإنجليزية)